# 전경원
전경원(1999년 3월 18일 ~ )은 전 KBO 리그 LG 트윈스의 포수이다.

## SK 와이번스시절
2018년에 입단하였다.

## 상무 야구단시절
2020년에 입단하였다.

## SSG 랜더스시절
2022년 10월 6일 NC 다이노스와의 경기에 출전하며 데뷔 첫 경기를 치렀고, 경기에서 1타수 무안타를 기록했다.

## LG 트윈스시절
2025년에 입단하였다.

## 기타
아버지는 유도선수 출신, 어머니는 1992 바르셀로나 올림픽 양궁 2관왕 조윤정이다.